# Kaouther Ben Hania
Kaouther Ben Hania (arab. كوثر بن هنية ; ur. 27 sierpnia 1977 w Sidi Bu Zajd) – tunezyjska reżyserka i scenarzystka filmowa.

## Życiorys
Urodziła się w prowincjonalnym mieście Sidi Bu Zajd, które stało się później miejscem zarzewia tunezyjskiej rewolucji pod koniec 2010 roku. Studiowała reżyserię w École des Arts et du Cinéma (EDAC) w Tunezji, a następnie w paryskich uczelniach La Fémis i na Sorbonie. Początkowo tworzyła filmy krótkometrażowe i dokumentalne.
Jej pełnometrażowym debiutem był dokument Le Challat de Tunis (2013). Pierwsza fabuła reżyserki, Piękna i bestie (2017), miała swoją premierę w sekcji "Un Certain Regard" na 70. MFF w Cannes. Film oparty był na prawdziwej historii z września 2012 roku i poruszał temat naruszania praw kobiet w Tunezji. Opowiadał on historię młodej studentki, błąkającej się nocą po ulicach Tunisu w poszukiwaniu sprawiedliwości po zbiorowym gwałcie, którego właśnie doświadczyła ze strony policjantów.
Kolejna fabuła Ben Hanii, Człowiek, który sprzedał swoją skórę (2020), prezentowana była w sekcji "Horyzonty" na 77. MFF w Wenecji, gdzie wyróżniono ją nagrodą aktorską dla Yahyi Mahayniego. Film, jako pierwszy w historii reprezentant Tunezji, otrzymał nominację do Oscara dla najlepszego filmu nieanglojęzycznego. Obraz opowiadał o syryjskim uchodźcy, który staje się żywym dziełem sztuki po tym, jak twórca artystycznych tatuaży wykorzystuje jego skórę jako płótno.
Ben Hania zasiadała w jury Nagrody im. Luigiego De Laurentiisa na 75. MFF w Wenecji (2018), w jury sekcji "Cinéfondation" na 74. MFF w Cannes (2021) oraz w sekcji "Horyzonty" na 80. MFF w Wenecji (2023). Mieszka na stałe w Paryżu.